# Bolest ruku, nogu i usta
Bolest ruku, nogu i usta (engl. Hand, foot, and mouth disease - HFMD) je česta infekcija uzrokovana grupom virusa. Obično počinje sa vrućicom i opštim osećajem slabosti. Dan ili dva kasnije, tome slede ravne obojene mrlje ili izbočine, koje se mogu pretvoriti u plikove na rukama, nogama i ustima, a povremeno su prisutne i na stražnjica i preponama. Znakovi i simptomi se obično pojavljuju 3–6 dana nakon izlaganja virusu. Osip se uglavnom sam od sebe razrešava za oko nedelju dana. Gubitak noktiju na nogama i rukama može se javiti nekoliko sedmica kasnije, ali se oni vremenom obnove.
Virusi koji izazivaju HFMD šire se uskim ličnim kontaktom, vazduhom od kašlja i izmetom zaražene osobe. Kontaminirani predmeti takođe mogu širiti bolest. Koksaki virus A16 je najčešći uzročnik, a enterovirus 71 je drugi najčešći uzrok. Ostali sojevi Koksaki virusa i enterovirusa takođe mogu biti odgovorni. Neki ljudi mogu nositi i prenositi virus uprkos tome što nemaju simptome bolesti. Životinje nisu uključene. Dijagnoza se često može postaviti na osnovu simptoma. Povremeno se na virus može testirati uzorak grla ili stolice.
Pranje ruku može sprečiti širenje, a zaraženi ne bi trebalo da idu na posao, u vrtiće ili u školu. Ne postoje antivirusni lekovi, jedna vakcina je dostupna u Kini, i dalji napori na razvoju lekova i vakcina su u toku. Većina slučajeva ne zahteva specifičan tretman. Mogu se koristiti lekovi protiv bolova, kao što su ibuprofen ili gel za utrnjivanje usta. Povremeno se intravenska tečnost daje deci koja nisu u stanju da dovoljno piju. Retko virusni meningitis ili encefalitis mogu komplikovati bolest.
HFMD se javlja u svim oblastima sveta. Često se javlja u vidu malih izbijanja u obdaništima ili vrtićima. Veliki napadi pojavili su se u Aziji od 1997. godine. Obično se javlja tokom prolećnih, letnjih i jesenskih meseci. Tipično se javlja kod dece mlađe od pet godina, ali se povremeno može javiti i kod odraslih. HFMD ne treba mešati sa slinavkom i šapom (poznatom i kao bolest kopita i usta), koja uglavnom pogađa stoku.

## Znaci i simptomi
Uobičajeni konstitutivni znakovi i simptomi HFMD-a uključuju vrućicu, mučninu, povraćanje, osećaj umora, opštu nelagodu, gubitak apetita i razdražljivost kod novorođenčadi i male dece. Kožne lezije se često razvijaju u obliku osipa sa ravnim obojenim mrljama i izbočinama, koje mogu biti praćene vezikularnim čirevima s plikovima na dlanovima, stopalima, zadnjici, a ponekad i na usnama. Osip je retko svrbljiv kod dece, ali može biti izraziti svrbež kod odraslih. Bolni čirevi na licu, plikovi ili lezije takođe se mogu razviti u ili oko nosa ili usta. HFMD se obično rešava sam po sebi nakon 7–10 dana. Većina slučajeva ove bolesti je relativno bezopasna, ali mogu se pojaviti komplikacije uključujući encefalitis, meningitis i paralizu koja oponaša neurološke simptome polia.
- Osip na dlanovima.
- Osip na dlanovima i stopalima 36-godišnjeg čoveka
- Osip na stopalima deteta

## Uzrok
Virusi koji uzrokuju bolest su iz porodice . Koksaki virusi A16 je najčešći uzrok HFMD-a. Enterovirus 71 (EV-71) je drugi najčešći uzrok. Mnogi drugi sojevi Koksaki virusa i enterovirusa takođe mogu biti odgovorni.

### Transmisija
HFMD e visoko zarazan i prenosi se putem nazofaringealne sekrecije, kao što su pljuvačka ili nosna sluz, direktnim kontaktom ili fekalno-oralnim prenosom. Moguće je da osoba bude zarazna danima ili nedeljama nakon što se simptomi razreše.
Okruženja dečje nege su najčešće mesto za kontrahovanje HFMD-a zbog obuke upotrebe toaleta, promene pelena i zbog toga što deca često stavljaju ruke u usta. Za decu koja ne pohađaju predškolsku ustanovu ili vrtić otkriveno je da su podložnija bolesti. HFMD se kontrahuje kroz sekrecije iz nosa i grla, kao što su slina, ispljuvak, nosna sluz i tečnost u plikovima i stolica.

## Dijagnoza
Dijagnoza se obično može postaviti samim prezentiranim znakovima i simptomima. Ako dijagnoza nije jasna, može se uzeti uzorak grla ili stolice da bi se virus identifikovao kulturom. Uobičajeni period inkubacije (vreme između infekcije i pojave simptoma) kreće se od tri do šest dana. Rano otkrivanje HFMD-a važno je za sprečavanje širenja u pedijatrijskoj populaciji.

## Prevencija
Preventivne mere uključuju izbegavanje direktnog kontakta sa zaraženim osobama (uključujući držanje zaražene dece u školi), pravilno čišćenje zajedničkog pribora za jelo, dezinfekciju kontaminiranih površina i pravilnu higijenu ruku. Pokazalo se da su ove mere efikasne u smanjenju prenosa virusa odgovornih za HFMD.
Zaštitne navike uključuju pranje ruku i dezinfekciju površina u zonama za igru. Dokazano je da dojenje takođe smanjuje stopu teškog HFMD-a, ali ne smanjuje rizik od infekcije bolesti.

### Vakcina
Vakcina poznata kao EV71 vakcine je dostupna za sprečavanje HFMD u Kini prema podacima iz decembra 2015. Vakcina trenutno nije dostupna u Sjedinjenim Državama.

## Istorija
Slučajevi HFMD-a prvi put su klinički opisani u Kanadi i Novom Zelandu 1957. godine. Bolest je bila nazvana „bolest šaka, stopala i usta”, od strane Tomasa Henrija Fleveta, nakon slične epidemije 1960. godine.

## Spoljašnje veze
- Новости везане за чланак Bolest ruku, nogu i usta на Викиновостима

|  | Molimo Vas, obratite pažnju na važno upozorenje u vezi sa temama iz oblasti medicine (zdravlja). |